# Гор, Геннадий Самойлович
Генна́дий Само́йлович Гор (настоящее имя Гдалий Самуилович Гор; 15 (28) января 1907 — 6 января 1981) — русский советский прозаик, поэт, писатель-фантаст.

## Биография
Родился в 1907 году в городе Верхнеудинске (ныне Улан-Удэ) в еврейской семье. Первый год жизни провёл в читинской тюрьме, куда были заключены за революционную деятельность его родители. Впоследствии Гор вспоминал о детстве, прошедшем среди бурятов и эвенков: «Куперовой и Майнридовой Америки уже давно не существовало, и только мне повезло в двадцатом веке каждый день видеть край, еще более первобытный, чем исчезнувшие миры Купера и Майна Рида».
В 1923 году переехал в Петроград, где поступил на литературное отделение факультета языка и материальной культуры Ленинградского государственного университета и примкнул к литературной группе «Смена». В 22 года написал «сверхлевый» роман «Корова», после чего был отчислен из университета и полностью посвятил себя литературной деятельности.
В 1933 году в Ленинграде вышла первая книга его рассказов «Живопись», навлёкшая на молодого автора обвинения в пристрастии к кубизму и экспрессионизму. После покаяния Гор был принят в Союз советских писателей (1934). В  последующие годы ездил в редакционные командировки на Сахалин, Алтай и Крайний Север, собирая материалы для рассказов об ужасах Гражданской войны в несоветизированной Сибири.
В начале Великой Отечественной войны вступил в народное ополчение. В первую блокадную зиму находился в Ленинграде. После войны занялся коллекционированием живописи авангардистов и северных примитивистов. «Это благообразный, коротко остриженный лысеющий человек в очках, очень-очень-очень культурных пристрастий в области литературы, живописи и вообще искусства; был за это столь часто и строго наказываем, что вид имеет всегда неуверенный, глаза вопрошающие», — писал о нём Евгений Шварц.
В 1960-е годы возглавлял Центральное литературное объединение Ленинграда и способствовал формированию нового поколения ленинградских модернистов. Сергей Довлатов вспоминал:
Центральное ЛИТО возглавил Геннадий Гор, писатель огромной культуры, владелец одной из лучших в Ленинграде библиотек. По складу своему это был человек довольно робкий, раз и навсегда запуганный сталинскими репрессиями, так что протекции он оказывать не умел, но его духовное и культурное влияние на своих, так сказать, воспитанников было очень значительным. Достаточно сказать, что из его литобъединения вышел самый, быть может, яркий писатель-интеллектуал наших дней — Андрей Битов. В этом же ЛИТО, в очень насыщенной культурной атмосфере формировались такие писатели, как Борис Вахтин и Валерий Попов.
Кавалер ордена «Знак Почёта» (09.02.1967). Похоронен на Комаровском кладбище (фото могилы). Могила является памятником культурно-исторического наследия ( Объект культурного наследия № 7802626000).

## Семья
- Жена — Наталья Акимовна Гор (1907—1982).
  - Сын — Юрий Гдальевич Гор (1930—2002), геолог и палеонтолог, доктор геолого-минералогических наук, автор монографии «Стратиграфия и флора верхнепалеозойских угленосных отложений Норильского района» (Л.: Недра, 1965).
  - Дочь Лидия вышла замуж за химика Сергея Кирилловича Огородникова (1933—1985), сына астронома К. Ф. Огородникова.

## Творчество
Творческая манера Гора складывалась в 1920-е годы под влиянием ленинградской «остранённой» прозы (К. Вагинов, Л. Добычин). Ряд рассказов того периода, имеющих фантастический характер, вошёл в сборник «Живопись» (1933), подвергшийся жесткой критике за «формализм». Рассказы о Гражданской войне часто «оборачиваются каскадами немотивированного насилия». Центральное произведение довоенного периода — экспериментальный роман «Корова» (1929): «повествование о коллективизации, написанное по следам газетных передовиц и затрагивающее все насущные вопросы политики и хозяйства: обострение классовой борьбы, искоренение религиозных пережитков, строительство нового быта — вплоть до проблем свиноводства и пчеловодства».
В 1942—1943 годах в эвакуации (после зимы, проведенной в блокадном Ленинграде) Гор написал большой цикл стихотворений, отмеченных влиянием поэтики ОБЭРИУ и опосредованно отразивших состояние человека, живущего в постоянном ожидании смерти. В XXI веке запоздалая публикация этих стихов «для многих моментально изменила картину русской поэзии XX века». В частности, Полина Барскова заявила, что у блокады появился свой Пауль Целан.
После войны Гор продолжал писать жанрово и тематически разнообразную прозу (хотя существенно более традиционную, чем радикальные рассказы конца 1930-х). В нормативистском романе «Университетская набережная» (1959) сложно переплетены судьбы трех представителей науки: физика-атомщика, химика и агронома-опытника. В повести «Пять углов» (1977) художник Петров-Водкин сопоставляется с писателем, в образе которого проявляются черты автора, ставится проблема взаимосвязи между стилем и биографией художника.
Наиболее полное издание Гора в XXI веке вышло в 2021 году в Издательстве Ивана Лимбаха. Онлайн презентация книги доступна на YouTube

### Фантастика Геннадия Гора
Начиная с 1960-х годов Гор приобрел известность как автор фантастических произведений. Эти произведения представляют собой характерный пример «мягкой» (гуманитарной) фантастики, затрагивающей «вечные темы» литературы: человек и Время, творец и его искусство, поиски истины и определение своего места в мироздании. По характеристике Андрея Муждабы:
Гор едва ли был мастером увлекательных историй. Его письмо по преимуществу строится как последовательности сцен, «картин» или кадров, которые связываются достаточно схематичными взаимодействиями достаточно условных персонажей, — и всё самое интересное случается там, где недостаток нарратива не приходится так или иначе компенсировать.
В повести «Докучливый собеседник» выдержки из дневника застрявшего на доисторической Земле космического пришельца позволяют автору столкнуть представителей различных исторических эпох и наблюдать психологическую ломку основных понятий и критериев; реальный слой повествования соединяется с утопическим и с романом о романе. Тот же приём — земная жизнь, увиденная глазами живущего на Земле инопланетного ребёнка, — использован в повести «Мальчик» (1965). Через год появилось её продолжение — повесть «Глиняный папуас».
В повести «Странник и время» (1962) традиционный научно-фантастический мотив «спящий просыпается», вопреки традиции советской фантастики, не влечёт за собой экскурсии по коммунистической утопии. В ней, как и в повести «Уэра» (1964), картины далекого будущего нужны автору прежде всего для исследования духовного мира наших потомков. В рассказе «Ольга Нсу» (1965) и повести «Гости с Уазы» (1963) обсуждаются, соответственно, проблемы бессмертия и продления памяти человека. В сознании героя повести «Электронный Мельмот» (1964) сосуществует бессмертная искусственная личность, синтезированная в машине.
Тесное переплетение реальности и фантастики, различных эпох и соответствующих им психологий составляет фон таких повестей Гора, как «Минотавр» (1967) и «Синее окно Феокрита» (1968). Важное место в фантастическом творчестве Гора занимает тема художника и его творения, создания творцом новой реальности, а также различных философских парадоксов, связанных с взаимодействием её с реальностью «старой». Герой рассказа «Великий актёр Джонс» (1966), «перевоплотившийся» в личность Эдгара По, посещает Санкт-Петербург XIX века. Художник, герой повести «Геометрический лес» (1973), силой мысли также переносится в прошлое и будущее, сливается, переходит в своё творение. Аналогичные темы подняты в повести «Имя» (1968) и рассказах — «Художник Вайс» (1966), «Сад» (1968).
Новая история Пигмалиона и Галатеи, богатая философскими и поэтическими аллегориями, составляет сюжет единственного крупного по объёму фантастического произведения писателя — романа «Изваяние» (1971), герой которого — инопланетянин, живущий на Земле, путешествует из далекого будущего в 1920-е годы, постоянно встречая (и теряя) загадочную женщину — музу, символ романтического творчества.
Произведения Геннадия Гора переведены на английский, болгарский, венгерский, грузинский, китайский, корейский, монгольский, немецкий, польский, румынский, сербскохорватский, словацкий, французский, чешский, японский языки.

### Книги
- Живопись (1933)
- В городке студеном (1936)
- Ланжеро (1938)
- Неси меня, река (1938)
- Синее озеро (1939)
- Большие пихтовые леса (1940, 1968)
- Дом на Моховой (1945)
- Остров будет открыт (1946)
- Неизвестный ключ (1949, 1950)
- Алтай (1951)
- Юноша с далекой реки (1953, 1955)
- Ошибка профессора Орочева (1955, 1957)
- Василий Иванович Суриков (биография из серии ЖЗЛ, 1955)
- Однофамилец (1956)
- Университетская набережная (1960)
- Победители пространства и времени (1960)
- Докучливый собеседник (1961)
- Глиняный папуас (1966)
- Скиталец Ларвеф (1966)
- Кумби (сборник, 1968)
- Ненецкий художник К. Панков (1968)
- Фантастические повести и рассказы (1970)
- Изваяние (1971)
- Повести и рассказы (1973)
- Геометрический лес (1975, 1980)
- Волшебная дорога (1978)
- Синее окно Феокрита (1980)
- Пять углов (сборник, 1983)
- Корова. М.: Независимая газета, 2001.
- Blockade / Блокада / Gedichte/Стихи. / Aus dem Russischen übersetzt und herausgegeben von Peter Urban // Edition Korrespondenzen, Wien 2007.
- Стихотворения. 1942—1944. — Москва, Гилея. — 2012.
- Обрывок реки. (Избранная проза: 1929—1945; Блокадные стихи: 1942—1944). СПб: Изд-во Ивана Лимбаха, 2021.

### Список научно-фантастических произведений
- Аппарат Аристотеля. Фант. рассказ
- Большие пихтовые леса. Рассказ
- Великий актёр Джонс. Фант. рассказ
- Волшебная дорога. Фант. рассказ
- Волшебный берет. Фант. рассказ
- Геометрический лес. Фант. повесть
- Глиняный папуас. Фант. повесть
- Горячий ручей. Рассказ
- Гости с Уазы. Фант. повесть
- Деревянная квитанция.
- Детство Смита. Фант. рассказ
- Докучливый собеседник. Науч.-фант. повесть
- Замедление времени.
- Изваяние. Фант. роман
- Имя. Фант. повесть
- Капитан Кук. Фант. рассказ
- Картины. Фант. рассказ
- Контора слепого.
- Кумби. [Гости с Уазы] Фант. повесть
- Лес на станции Детство. Фант. рассказ
- Летающие кочевники. Повесть-буриме.
- Лифт. Фант. рассказ
- Мальчик. Фант. повесть
- Минотавр. Фант. повесть
- Нездешний старичок. Фант. рассказ
- Необычайная история. Фант. рассказ
- Однофамилец. Повесть
- Ольга Нсу. Фант. рассказ
- Ошибка профессора Орочева. Повесть
- Пила. Рассказ
- Рисунок Дароткана. Фант. повесть
- Сад. Фант. рассказ
- Сетурлю.
- Синее окно Феокрита. Фант. повесть
- Скиталец Ларвеф. Науч.-фант. повесть
- Скульптор. Фант. рассказ
- Старуха. Рассказ
- Странник и время. Фант. повесть
- Университетская набережная. Роман
- Уэра. Фант. повесть
- Художник Вайс. Фант. рассказ
- Чайник. Фант. рассказ
- Человек без привычек. Фант. повесть
- Электронный Мельмот. Фант. повесть